# Bisarma (folclore)
Bisarmas são fantasmas de tamanho descomunal, uma espécie de gigantes. Erguem-se sobre os vales colocando um pé em cada um dos outeiros laterais e cantam num vozeirão terrível toadas monótonas. As bisarmas fazem parte das lendas de Portugal e das Asturias.